# Holzheim am Forst
Holzheim am Forst (amtlich: Holzheim a.Forst) ist eine Gemeinde und deren Hauptort zwischen Naab und Regen im Oberpfälzer Landkreis Regensburg.

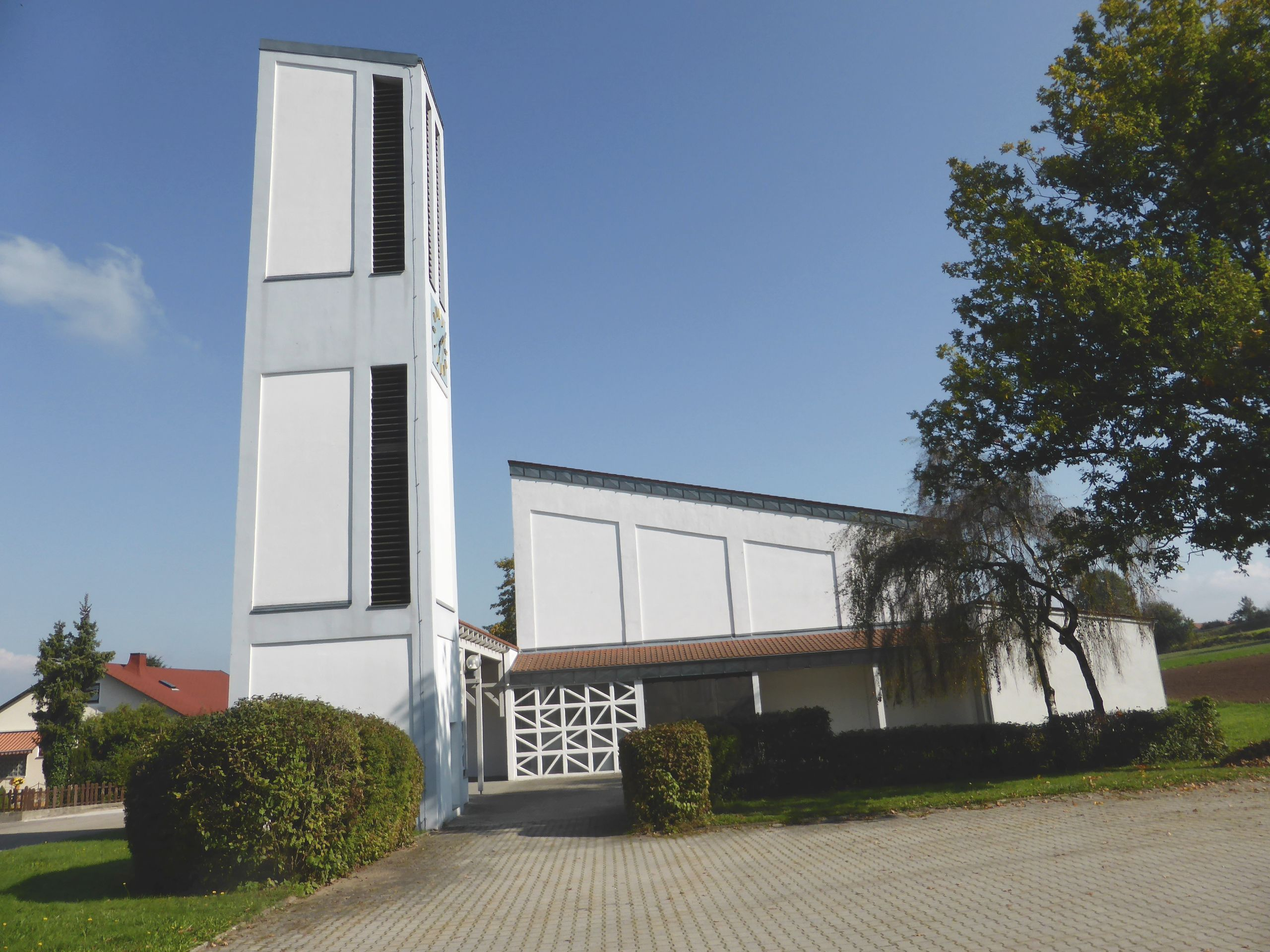
Pfarrkirche St. Ägidius Holzheim am Forst

## Gemeindegliederung
Es gibt 14 Gemeindeteile (in Klammern ist der Siedlungstyp angegeben):
- Brunoder (Weiler)
- Bubach a.Forst (Weiler mit Kirche)
- Dornau (Weiler)
- Geisenthal (Einöde)
- Haslach (Einöde)
- Hirschhof (Weiler)
- Holzheim a.Forst (Kirchdorf)
- Hubhof (Einöde)
- Irnhüll (Weiler)
- Oedenholz (Einöde)
- Traidenloh (Weiler)
- Trischlberg (Dorf)
- Unterbrunn (Weiler)
- Widlthal (Weiler)

Es gibt die Gemarkungen Holzheim am Forst und Bubach am Forst

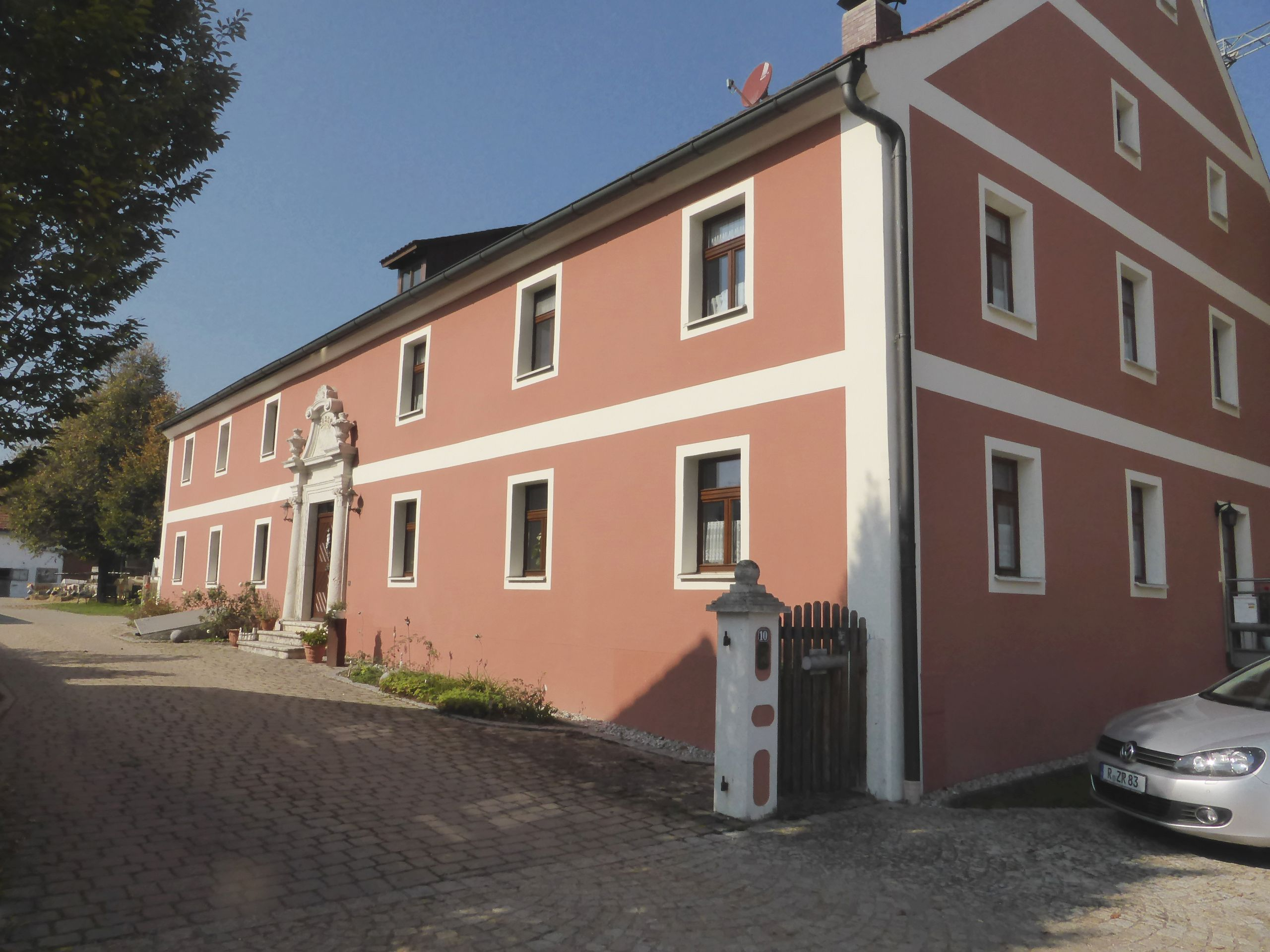
Schloss Holzheim am Forst

## Geschichte
Holzheim dürfte bereits im 6. oder 7. Jahrhundert im Zuge der bayerischen Landnahme entstanden sein. Erstmals wurde Holzheim in einer Schenkungsurkunde des Königs und späteren Kaisers Heinrich II. des Heiligen an das Bistum Bamberg vom 1. November 1007 erwähnt. Für das 12. bis 14. Jahrhundert ist das am Ort ansässige Adelsgeschlecht der Holzheimer belegt. Im 15. Jahrhundert kam die Hofmark Holzheim an das Damenstift Mittelmünster St. Paul in Regensburg und verblieb mit Unterbrechungen bis zur Auflösung des Konvents 1588 in dessen Besitz. Landesherr war von 1505 bis 1806 die Wittelsbacher Linie Pfalz-Neuburg. Die Hofmark Holzheim gehörte u. a. ab 1760 dem Regierungsrat und Pfalzneuburg-Chronisten Johann Nepomuk Anton Freiherr von Reisach, später den Adelsfamilien von Silbermann und von Junker-Bigatto.
Die Gemeinde Holzheim entstand mit dem bayerischen Gemeindeedikt von 1818 und umfasste anfangs nur die Orte Holzheim a.Forst und Hirschhof.
Der Ort, das Schloss und auch die Filialkirche St. Ägidius wurden bei drei Bränden schwer beschädigt. Die Filialkirche wurde Ende der 1960er Jahre durch einen Neubau ersetzt. Seit 1996 sind Maßnahmen zur Dorferneuerung und -verschönerung durchgeführt worden, u. a. Umgestaltung der Dorfweiher, Bau der Christuskapelle am neu gestalteten Dorfplatz, Aufstellung zweier barocker Steinfiguren (St. Katharina und St. Johannes Nepomuk) am Standort der alten Ägidiuskirche.

## Eingemeindungen
Im Zuge der Gebietsreform in Bayern wurden am 1. Januar 1978 Gebietsteile der aufgelösten Gemeinde Bubach am Forst eingegliedert.

## Einwohnerentwicklung
Zwischen 1988 und 2018 wuchs die Gemeinde von 875 auf 980 um 105 Einwohner bzw. um 12 %.

## Politik und Öffentliche Verwaltung
Die Gemeinde ist Mitglied der Verwaltungsgemeinschaft Kallmünz.
- CSU: 4
- WVL: 3
- FWGH: 1

### Gemeinderat
Der Gemeinderat hat 8 Mitglieder. 2020 haben von den 818 stimmberechtigten Einwohnern 639 vom Wahlrecht Gebrauch gemacht, womit die Wahlbeteiligung bei 78,12 Prozent lag.

### Bürgermeister
Erster Bürgermeister ist seit 1. Mai 2014 Andreas Beer (BL). Er wurde bei den Kommunalwahlen in Bayern 2020 mit 68,3 % der Stimmen wiedergewählt.

### Wappen
| Wappen der Gemeinde Holzheim am Forst | Blasonierung: „In Silber schräg gekreuzt ein gestürztes rotes Schwert und ein roter Bischofsstab, überdeckt von einem blauen Gießgefäß.“ |
| Wappen der Gemeinde Holzheim am Forst | Wappenbegründung: Das Wappen fasst Elemente der adeligen und kirchlichen Herrschaftsgeschichte zusammen. Für das 12. bis 14. Jahrhundert ist mit den Holzheimern ein am Ort ansässiges Adelsgeschlecht nachweisbar. Diese Familie führte in ihrem Wappen drei Gießgefäße, wovon eines in das Gemeindewappen übernommen wurde. Im 15. Jahrhundert kam die Hofmark Holzheim an das Damenstift Mittelmünster St. Paul in Regensburg und verblieb mit Unterbrechungen in dessen Besitz bis zur Auflösung des Konvents (1588). Aus dem Wappen von St. Paul stammt das Schwert. In den Äbtissinnensiegeln fand der Bischofsstab als Symbol für den heiligen Wolfgang Verwendung. Dieses Wappen wird seit 1978 geführt. |

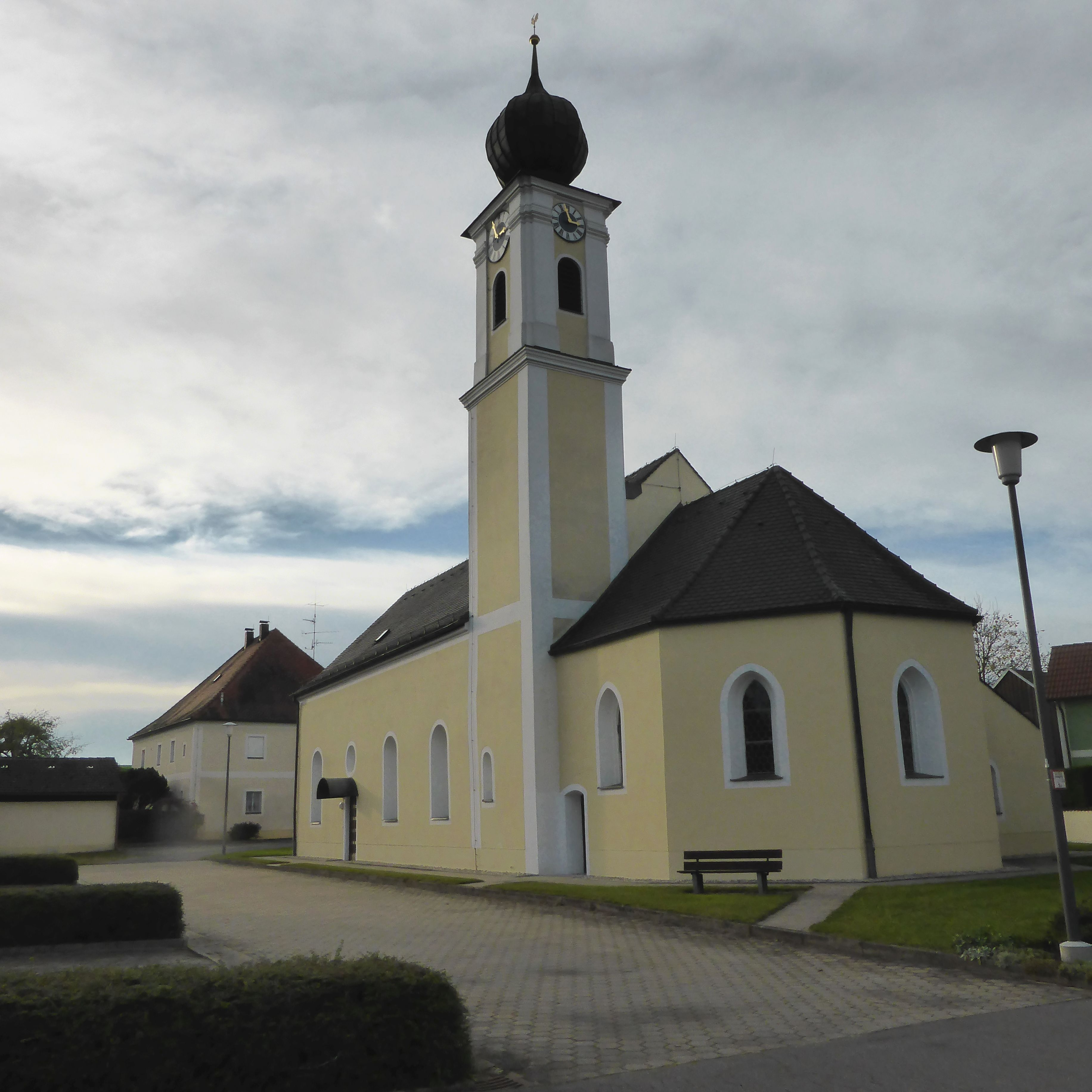
Kirche St. Peter und Paul in Bubach am Forst

## Bauwerke
- Pestkapelle auf dem Blümlberg
- Dorfweiher
- Schloss Holzheim am Forst
- Sportplatz zu Hirschhof
- Kirchengebäude St. Peter und Paul in Bubach am Forst